# Bill Janovitz
Bill Janovitz (3 de junio de 1966) es un músico y escritor estadounidense. Fue el cantante, guitarrista y principal compositor de la banda de rock alternativo Buffalo Tom y también ha grabado tres álbumes como solista. Janovitz ha colaborado como escritor con medios como Allmusic, BostonMagazine.com, Boston Phoenix y la revista Post Road.

## Biografía
Janovitz formó Buffalo Tom junto a Chris Colbourn y Tom Maginnis,compañeros de universidad. Su amistad con el músico J. Mascis de Dinosaur Jr. fue una gran ayuda en sus inicios, con Mascis produciendo los dos primeros discos de la banda, los cuales lograron una buena aceptación por parte de la crítica.
En 1997, Janovitz lanzó el álbum como solista Lonesome Billy, con la ayuda de Joey Burns y John Convertino de Giant Sand y Calexico, usando canciones que inicialmente estaban pensadas para hacer parte de álbumes de Buffalo Tom.
En 1998, Bill empezó a trabajar con el teclista Phil Aiken y lanzó el álbum Up Here en 2001. Continuó trabajando con Aiken y lanzó el disco Fireworks on TV! y nombró a la banda Crown Victoria (incluyendo a Tom Polce en la batería y Josh Lattanzi en el bajo) en 2004.
Su libro Rocks Off: 50 Tracks That Tell the Story of the Rolling Stones fue lanzado en julio de 2013.

## Discografía

### Solista
- Lonesome Billy (1997)
- Up Here (2001)
- Fireworks on TV! (Crown Victoria, 2004)
- Show People (2007)
- Walt Whitman Mall (2013)